# Baltic Open
Il Baltic Open è un torneo femminile di tennis, giocatosi a Jūrmala in Lettonia. Fa parte della categoria International e si gioca sulla terra rossa del National Tennis Centre Lielupe. Dal 2019 rimpiazza la Moscow River Cup. L'edizione del 2020 non viene disputata a causa della pandemia di COVID-19.

## Albo d'oro

### Singolare
| Anno | Campionessa                           | Finalista                             | Punteggio                             |
| ---- | ------------------------------------- | ------------------------------------- | ------------------------------------- |
| 2019 | Anastasija Sevastova                  | Katarzyna Kawa                        | 3–6, 7–5, 6–4                         |
| 2020 | Annullato per pandemia di Coronavirus | Annullato per pandemia di Coronavirus | Annullato per pandemia di Coronavirus |

### Doppio
| Anno | Campionesse                           | Finaliste                             | Punteggio                             |
| ---- | ------------------------------------- | ------------------------------------- | ------------------------------------- |
| 2019 | Sharon Fichman Nina Stojanović        | Jeļena Ostapenko Galina Voskoboeva    | 2–6, 7–6(1), [10–6]                   |
| 2020 | Annullato per pandemia di Coronavirus | Annullato per pandemia di Coronavirus | Annullato per pandemia di Coronavirus |